# 阿扎特別克·奧穆爾別科夫
阿扎特別克·阿桑別科維奇·奧穆爾別科夫（俄语：Азатбек Асанбекович Омурбеков；1982年9月7日—），俄羅斯陸軍上校，俄羅斯陸軍第64獨立摩托化步兵旅旅長，因涉嫌策劃、領導及參與布查大屠殺而被傳媒稱為「布查屠夫」。

## 生平
奧穆爾別科夫生於1982年，有布里亞特人和卡拉卡爾帕克人血統，其為軍人家庭。奧穆爾別科夫在2000年畢業於新西伯利亞州庫皮諾村第二中學，其後從軍，就讀車里雅賓斯克一家軍事學院。其現居於俄羅斯哈巴羅夫斯克邊疆區哈巴羅夫斯克區克尼亞茲-沃爾孔斯科耶。其在2014年服役期間被俄羅斯國防部副部長德米特里·布爾加科夫授予傑出服務獎。

## 事蹟
奧穆爾別科夫在2021年11月於東正教主顯聖容主教座堂獲哈巴羅夫斯克主教祝福。奧穆爾別科夫受訪是稱表示「歷史表明，我們大部分的戰鬥都用靈魂在戰鬥，武器不是最重要的東西……在全能者的加持下，我們希望實現我們祖先所做的事情。」

### 涉嫌策劃、領導及參與布查大屠殺
奧穆爾別科夫大學畢業後曾長期在哈巴羅夫斯克邊疆區服役。2014年奧穆爾別科夫服役期間，其參加了頓巴斯戰爭和俄羅斯兼併克里米亞，獲俄羅斯國防部副部長德米特里·布爾加科夫授予傑出服務獎。
奧穆爾別科夫以中校軍銜參與了2022年俄羅斯入侵烏克蘭。根據現有證據，奧穆爾別科夫被指控領導俄羅斯陸軍第64獨立摩托化步兵旅在布查戰役期間於布查展開大屠殺。據有線電視新聞網報導，奧穆爾別科夫參與處決手無寸鐵的平民並強姦當地婦女。俄羅斯國防部表示，奧穆爾別科夫3月30日其離開布查前往白俄羅斯。但烏克蘭情報報告顯示，其正準備前往俄羅斯西部的別爾哥羅德，然後重新部署到烏克蘭哈爾科夫等戰場。
烏克蘭使用開源情報的俄羅斯部隊追踪組織InformNapalm最先披露奧穆爾別科夫主導布查大屠殺，其在Telegram頻道上披露了奧穆爾別科夫的電子郵件地址、電話號碼和家庭住址，其他傳媒跟進報導和確認，並將奧穆爾別科夫稱為「布查屠夫」。傳媒用此電話號碼聯絡到奧穆爾別科夫的親屬，親屬表示奧穆爾別科夫已經好幾天沒有與他們聯繫。
而俄羅斯總統弗拉基米爾·普京在布查大屠殺後稱讚奧穆爾別科夫具「英雄氣慨和勇氣」而授予其上校軍銜。

### 追究責任
布查大屠殺被揭發後，烏克蘭總統弗拉基米爾·澤連斯基於2022年4月4日巡視布查，他隨後指俄羅斯軍隊犯下的戰爭罪行。澤連斯基在聯合國安理會發表演說，呼籲安理會建立一個法庭，就像紐倫堡國際軍事法庭一樣，將審判俄羅斯在戰爭中在烏克蘭犯下的戰爭罪。
2022年4月21日起，奧穆爾別科夫受到英國制裁。2022年6月3日，所有第64獨立近衛摩托化步兵旅的軍人都受到歐盟制裁。

## 榮譽
俄羅斯聯邦國防部在一份聲明中表示奧穆爾別科夫確保對其中一個主要地區的控制，故此在2022年7月13日授予奧穆爾別科夫俄羅斯聯邦英雄稱號。7月15日，在他就讀的學校安裝一塊紀念牌匾，由統一俄羅斯黨的代表、新西伯利亞州庫賓斯基區負責人及俄羅斯軍事歷史學會新西伯利亞州地區分會主席開幕。
- 俄羅斯聯邦英雄[14]